# Wonoboyo (Wonogiri)
Wonoboyo is een bestuurslaag in het regentschap Wonogiri van de provincie Midden-Java, Indonesië. Wonoboyo telt 7208 inwoners (volkstelling 2010).